# 343 Остара
343 Остара (343 Ostara) — астероїд головного поясу, відкритий 15 листопада 1892 року Максом Вольфом.